# Česká zbrojovka Uherský Brod
A Česká  zbrojovka a.s. Uherský Brod (ČZUB) (Inglês: Czech Arms Factory) é um fabricante de armas de fogo da Checa.

## História

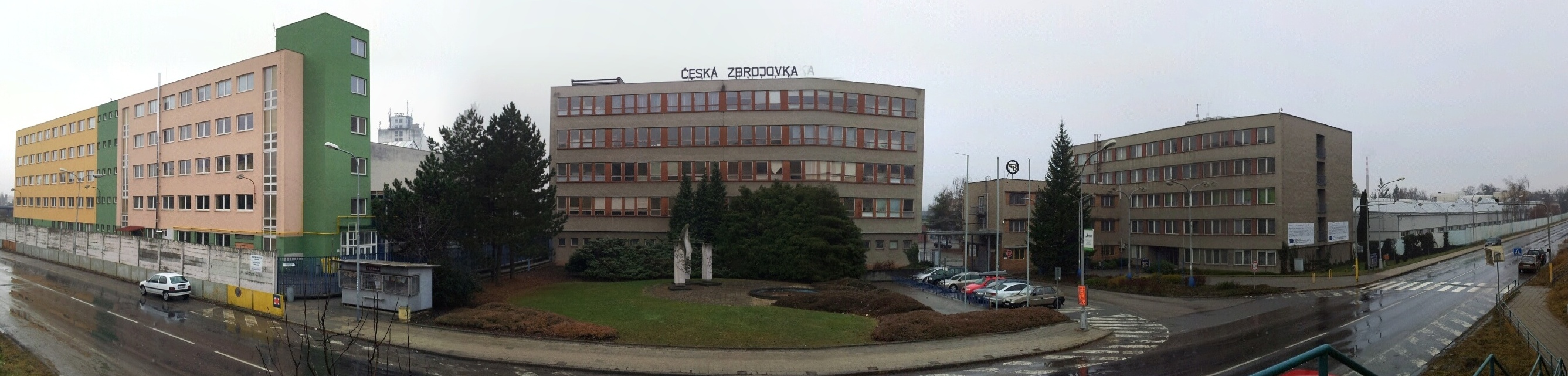
Vista da Česká Zbrojovka.

Em 1918, vários ex-membros do serviço militar austro-húngaro assumiram um interesse majoritário na loja de armamento austro-húngara em Brno, Tchecoslováquia, renomeando-a Státní zbrojovka a strojírna v Brno (Armamento Estadual e Engenharia de Obras de Brno). Aproximadamente um ano depois, o nome foi alterado para Českáslovenská Zbrojovka (Trabalhos de Armamento da Checoslováquia). As antigas províncias de Bohemia e Moravia haviam sido centros de fabricação de armas de fogo em suas regiões. Antes de 1924, essa empresa estava envolvida principalmente com fuzis tipo Mauser 98 (montagem e fabricação). Por volta de 1923, a fabricação de pistolas foi transferida de Brno para Ceská Zbrojovka, localizada em Strakonice.